# Göppingen járás
Göppingen járás egy járás Baden-Württembergben. Göppingen járás Alb-Donau, Heidenheim, Rems-Murr, Ostalb, Reutlingen és Esslingen járásokkal határos. Lakosainak száma 252 749 fő (2015. december 31.).

## Népesség
A járás népessége az elmúlt években az alábbi módon változott:

| 2014 | 247 835 |
| 2015 | 252 749 |